# Sisyrinchium striatum
Sisyrinchium striatum là một loài thực vật có hoa trong họ Diên vĩ. Loài này được James Edward Smith miêu tả khoa học đầu tiên năm 1792.